# Calometopus aranciatus
Calometopus aranciatus är en skalbaggsart som beskrevs av Ricchiardi 2001. Calometopus aranciatus ingår i släktet Calometopus och familjen Cetoniidae. Inga underarter finns listade.